# Генерал погибшей армии
Генерал погибшей армии (итал. Il generale dell'armata morta) — итальянская драма 1983 года, режиссёра Лучано Товоли. Снята по одноименному роману Исмаила Кадаре.

## Сюжет
Вскоре после окончания Второй мировой войны генерал, никогда не знавший полей сражений, и итальянский военный капеллан получают деликатную и дорогостоящую миссию по репатриации тел павших в Албании солдат.
Генерал решает посетить страну, прихватив с собой остатки своих людей, это будет путешествие среди старых обид, обид и воспоминаний об ужасах, пережитых во время сражений… Так, вдова, графиня, умоляет генерала вернуть ей останки ее мужа, но во время поисков генерал обнаруживает, что в конце концов муж был убит матерью молодой девушки, которую он пытался изнасиловать.

## В ролях
| Актёр               | Роль               |
| ------------------- | ------------------ |
| Марчелло Мастроянни | генерал Ариосто    |
| Анук Эме            | графиня Бетси      |
| Мишель Пикколи      | капеллан Бенетанди |
| Жерар Клейн         | генерал Кроц       |
| Серджо Кастеллитто  | эксперт            |
| Даниэле Дублино     | министр            |